# Джордан, Шила
Шила Джордан (англ. Sheila Jordan, урождённая Шила Джинетт Доусон; 18 ноября 1928, Детройт, Мичиган — 11 августа 2025, Нью-Йорк) — американская джазовая певица и автор песен, одна из пионеров вокального бибопа и скэт-импровизации. Известна своими выступлениями в дуэте с контрабасом и уникальным стилем исполнения.

## Биография

### Ранние годы
Родилась в Детройте, штат Мичиган. Её мать была подростком и испытывала трудности с воспитанием ребёнка, что привело к тому, что Шила была отправлена жить к бабушке и дедушке в шахтёрский городок Саммерхилл, Пенсильвания. Детство прошло в условиях крайней бедности. В начале 1940-х годов она вернулась в Детройт к матери, где начала петь и играть на фортепиано в джаз-клубах.
В Детройте Шила присоединилась к трио Skeeter, Mitch and Jean, которое писало тексты к композициям Чарли Паркера. Они посещали его выступления, встречались с ним, и он приглашал их петь.

### Нью-Йорк и карьера
В 1951 году она переехала в Нью-Йорк, где изучала гармонию и теорию музыки у Ленни Тристано и Чарльза Мингуса, сосредоточившись на музыке Чарли Паркера. С 1952 по 1962 год была замужем за пианистом Дюком Джорданом, в браке с которым у неё родилась дочь Трейси.
В 1962 году она записала альбом Portrait of Sheila для лейбла Blue Note, став первой джазовой певицей, выпустившей сольный альбом на этом лейбле. В 1963 году она была признана критиками журнала DownBeat в категории «Талант, заслуживающий более широкого признания».
В 1970-х годах Джордан начала преподавать в Городском колледже Нью-Йорка, а также в Университете Массачусетса в Амхерсте и других учреждениях. Активно выступала и записывалась, включая сотрудничество с пианистом Стивом Куном и басистом Харви С.

### Поздние годы и признание
В 2012 году Шила Джордан была удостоена звания NEA Jazz Master — высшей награды в области джаза в США. В 2014 году вышла её биография Jazz Child: A Portrait of Sheila Jordan, написанная Эллен Джонсон.
Скончалась 11 августа 2025 года в возрасте 96 лет в своей квартире в Нью-Йорке.

## Дискография (избранное)
- Portrait of Sheila (1963, Blue Note)
- Confirmation (1975, East Wind)
- Sheila (1977, SteepleChase)
- Playground (1980, ECM) — с Стивом Куном
- Lost and Found (1989, Muse)
- I’ve Grown Accustomed to the Bass (2001, HighNote) — с Кэмероном Брауном

## Награды и признание
- 2012 — NEA Jazz Masters Award
- 2017 — Почётная степень доктора изящных искусств Университета Массачусетса в Амхерсте
- 2018 — Bistro Award за выдающийся вклад в искусство джаза